# Center for Open Science
El Center for Open Science és una organització tecnològica sense ànim de lucre amb seu a Charlottesville, Virgínia, als Estats Units, amb la missió d'augmentar l'obertura, la integritat i la reproductibilitat de la investigació científica", i de promoure la ciència oberta. Brian Nosek i Jeffrey Spies van fundar l'organització el gener de 2013, finançat principalment per la Fundació Laura i John Arnold i altres.
L'organització va començar amb el treball en la reproductibilitat de la investigació en psicologia, amb la iniciativa a gran escala Projecte Reproducibility: Psychology. També s'ha iniciat un segon projecte de reproductibilitat per a la investigació en biologia del càncer mitjançant una associació amb Science Exchange. El març de 2017, el Centre va publicar un pla estratègic detallat. El 2020, el Centre va rebre una subvenció de Fast Grants per promoure la publicació de la investigació sobre la COVID-19 a la plataforma. El 2021, el Center for Open Science va ser guardonat amb el Premi de la Fundació Einstein per a la promoció de la qualitat en la recerca en la categoria institucional per la seva contribució a fomentar la integritat de la investigació i a millorar la transparència i l'accessibilitat.
Un altre dels seus projectes destacats és l''Open Science Framework (OSF), un projecte de programari de codi obert que facilita la col·laboració oberta en la investigació científica. El marc es va utilitzar inicialment per treballar en un projecte sobre la reproductibilitat de la investigació en psicologia, però posteriorment s'ha convertit en multidisciplinari.